# کاکویل (اورگن)
کاکویل (به انگلیسی: Coquille) شهری در شهرستان کوس ایالت اورگن است و در سرشماری سال ۲۰۱۱ میلادی، ۳٬۸۶۶ نفر جمعیت داشته که نسبت به سال ۲۰۱۰، −۰٫۰۳ درصد رشد جمعیت داشته‌است.

## موقعیت جغرافیایی
موقعیت جغرافیایی شهرها و مناطق اطراف به شرح زیر است: